# Tanaka Mitsuaki

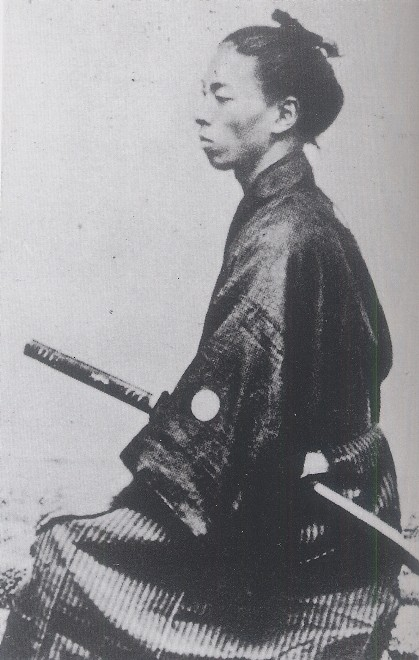
Tanaka Mitsuaki (1868)

 (avril 2022).
Tanaka Mitsuaki (田中 光顕) (pseudonyme : Seizan ; né le 16 novembre 1843 à Kōchi et mort le 28 mars 1939) est un homme d'État et major général de division dans l'empire du Japon, élevé à la noblesse héréditaire (Kazoku) en tant que marquis (Kōshaku) en 1885 et 1888, entre autres. Il est ministre de la Maison impériale de 1898 à 1909 et nommé comte (Hakushaku) en 1907.

## Biographie
Tanaka Mitsuaki est le fils de Mitsuyoshi Hamada, un samouraï du clan Kōchi du domaine de Tosa. Il participe à la guerre de Boshin (3 janvier 1868 - 18 mai 1869) ; il est notamment présent à la bataille de Toba-Fushimi (27 janvier - 31 janvier 1868). Il est partisan du mouvement Kinno undo à la suite de la Restauration de Meiji qui permet la restauration (Taisei Hōkan) du pouvoir politique de l'empereur Meiji.
Après l'établissement du nouveau gouvernement de l'empereur Meiji en 1868, il devient d'abord juge dans la préfecture de Hyōgo et, à partir d'octobre 1871, il participe à la mission Iwakura, dirigée par Tomomi Iwakura, qui voyage à travers l'Europe et l'Amérique du Nord. À son retour en septembre 1873, il devient fonctionnaire (daijō) au ministère de la guerre (Rikugun-shō) qui, après sa création en avril 1872, est responsable de l'administration de l'armée impériale japonaise. Il participe à la répression de la rébellion de Satsuma à Kyūshū (du 29 janvier au 24 septembre 1877) et devient en 1879 directeur général de la comptabilité du ministère de l'Armée. En 1881, il est promu major général (Rikugun-shōshō) et, en 1884, il est nommé commissaire au ministère de l'Armée.
Par la suite, Tanaka Mitsuaki est du 22 décembre 1885 au 30 avril 1888 secrétaire en chef du cabinet Itō I. En même temps, il appartient du 22 décembre 1885 au 24 décembre 1889 au Conseil des Anciens (Genrōin) et est élevé à la noblesse héréditaire (Kazoku) le 9 mai 1887  en tant que marquis (Kōshaku). En même temps, il est entre le 14 mai 1887 et le 3 décembre 1888 l'un des inspecteurs (Kensakan) du Conseil constitutionnel des examinateurs (Kaikeikensain). Il occupe le poste de surintendant général du département de police de Tokyo (Keishi-chō) a partir du 3 décembre 1889, il est remplacé par Sonoda Anken le 3 avril 1891. Le 10 juillet 1890, il devient également membre du sénat (Kizokuin), la chambre haute du parlement (Teikoku-gikai), et en est membre jusqu'en avril 1891. Il devient ensuite membre du Conseil privé (Sūmitsu-in) en avril 1891 et est membre de cet organe consultatif du Tennō jusqu'à sa démission le 23 septembre 1907. Parallèlement, entre 1892 et 1895, il est membre du conseil d'administration du Gakushūin, une école pour enfants de familles nobles.
Après que Tanaka Mitsuaki a été sous-ministre de la Maison impériale, il succède le 9 février 1898 à Hijikata Hisamoto au poste de ministre de l'Agence impériale (Kunai-daijin) et occupe ce poste jusqu'à ce qu'il soit remplacé par Iwakura Tomosada le 16 juin 1909.
Tanaka est un partisan des idées de la Restauration de Shōwa.

### Relations avec Hirohito
Tanaka bénéficie de la confiance de l'empereur Hirohito. Alors que celui-ci s’inquiète de ne pas avoir d’héritier mâle après la naissance de quatre filles, Tanaka est chargé de trouver une concubine pour l'empereur. Ces efforts prennent fin à la naissance d'Akihito en 1933.